# Billbergia dasilvae
Billbergia dasilvae är en gräsväxtart som beskrevs av Elton Martinez Carvalho Leme. Billbergia dasilvae ingår i släktet Billbergia och familjen Bromeliaceae. Inga underarter finns listade i Catalogue of Life.